# 샤오춘역
샤오춘역(중국어: 肖村站)은 중국 베이징시 차오양구 샤오훙먼 지구 남4환 동로·성서우쓰로 교차로 북쪽 샤오춘교(肖村桥) 북동쪽에 위치한 베이징 지하철 이좡선의 지하철역이다.
2022년 5월 4일, 전염병의 영향으로 샤오춘역이 일시적으로 폐쇄되어 열차가 정차하지 않고 통과했다. 6월 7일에 운행이 재개되었다.

## 역 구조
이 역은 섬식 승강장 설계를 갖춘 지하역이다.  장식 측면에서 역은 표준역에 따라 설계되었으며 색상 톤은 녹색이다.
| 지면     | 출구                            | A—D출구                                     |
| 지하 1층 | 대합실                          | 매표소, 자동매표기, 이카통 충전(一卡通充值) |
| 지하 2층 | ←                               | ■ 이좡선 쑹자좡 방면 (시·종착역)            |
| 지하 2층 | 섬식 승강장, 왼쪽 출입문이 열림 |                                             |
| 지하 2층 | →                               | ■ 이좡선 이좡역 방면 (샤오훙먼)             |

## 출구
|                         |                  | |      |             |  |
| 출구                    | 지시             | 출구 인근                                                                                          | 사진 | 무장애 시설 |  |
| 出口 · A                | 청서우쓰로(동측) | 샤오춘 초등학교, 차오룽 하드웨어 및 전기 시장, 청와이청 홈플라자, 톈야 하드웨이 엔진 일렉트릭 타운 |      |             |  |
| 出口 · B                |                  | 청와이청 홈플라자                                                                                  |      | 빈칸        |  |
| 出口 · D                | 청서우쓰로(동측) | 청와이청 홈플라자                                                                                  |      | 빈칸        |  |
| 아이콘 설명: 엘리베이터 |                  | |      |             |  |